# Kónosha
Kónosha (ruso: Коноша) es una ciudad del óblast de Arcángel, en el norte de Rusia. Es la capital del raión homónimo (cuya superficie es de 8400 km²). Se encuentra a 400 km al sur de la capital del óblast, Arcángel, y a 706 km al nordeste de Moscú. Está conectada a los ejes ferroviarios Kónosha-Kotlas-Vorkutá y Yaroslavl-Vólogda-Arcángel. En 2008 contaba con 12 029 habitantes.
La base económica de la ciudad es el ferrocarril, aunque existen empresas relacionadas con el mundo de la madera, el transporte de automóviles y la industria alimentaria.

## Demografía
| 1989   | 2002   | 2008   |
| ------ | ------ | ------ |
| 17 143 | 12 873 | 12 029 |

## Historia
Kónosha nace en relación con la línea ferroviaria que se inaugura el 22 de octubre de 1898 y que une Yaroslavl con Arcángel pasando por Vólogda. El ferrocarril era de vía estrecha hasta la Primera Guerra Mundial, tras la que se sustituye por el ancho de vía ruso. En 1931 se le otorga el estatus de asentamiento de tipo urbano. Tras la Segunda Guerra Mundial, es escogida como punto de enlace e inicio para la línea de ferrocarril del Pechora, que la une por Kotlas a Vorkutá. Así, Kónosha posee con dos grandes estaciones de trenes: Kónosha I, en la ciudad, y Kónosha II, en el cercano enclave de Konoshoserski, a seis kilómetros de la ciudad.